# عصافير النيل (فلم)
عصافير النيل فيلم مصري من إنتاج عام 2010، بطولة فتحي عبد الوهاب وعبير صبري إخراج وسيناريو مجدي احمد علي، تأليف وحوار إبراهيم أصلان، شارك في مهرجان القاهرة السينمائي 2010 وفاز بطل الفيلم فتحي عبد الوهاب بجائزة أفضل ممثل في المهرجان.

## القصة
تدور أحداث الفيلم حول عبد الرحيم (فتحي عبد الوهاب) شاب قادم من الريف لتحقيق ذاته، يسكن في حي شعبي ويحدث له صراعات نتيجة اختلاف العادات والتقاليد التي تربى عليها في الريف وبين الناس الذي يحتك بهم في الحي الشعبي وبالرغم من الصراعات التي كان فيها فأنه وقع في حب امرأة من الحي الشعبي وبالرغم من اختلافات في الطباع إلا أن المرض الخبيث جمع بينه وبين المرأة.

## طاقم التمثيل
- فتحي عبد الوهاب: (عبد الرحيم)
- عبير صبري: (بسيمة)
- محمود الجندي: (البهي محمد أحمد عثمان)
- دلال عبد العزيز: (نرجس)
- منى حسين: (أشجان)
- مشيرة أحمد: (دلال)
- سعيد الصالح: (محمد الرشيدي)
- ليلى نصر: (هانم)
- حلمي فودة: (الراوي - محمود الحداد)
- عزت أبو عوف: (مصطفى الدرديري)
- لطفي لبيب: (عباس)
- أحمد مجدي: (عبد الله)

## روابط خارجية
- عصافير النيل على موقع الدهليز
- عصافير النيل على موقع قاعدة بيانات الأفلام العربية